# Pura Villanueva-Kalaw
Pura Villanueva-Kalaw (Iloilo City, 27 april 1886 - 21 maart 1954) was een Filipijns schrijfster en suffragette.

## Biografie
Pura Villanueva-Kalaw werd geboren op 27 april 1886 in Iloilo City. Ze volgde onderwijs aan het Santa Ana College in Molo en het Sana Catalina College in Manilla. Ze begon al op jonge leeftijd met schrijven. Zo schreef ze artikelen voor El Tiempo, een tijdschrift in Iloilo en enkele tijdschriften in Manilla. Daarnaast schreef ze essays, pamfletten en enkele boeken zoals The Filipino Flag, How the Filipino Got the Vote en Oustanding Filipino Women.
Ook zette ze zich al op jonge leeftijd in voor vrouwenrechten. In 1906 richtte ze de Asocacion Feminista Ilonga op. Ook stimuleerde ze afgevaardigde Filemon Sotto tot het indienen van een wet die vrouwen stemrecht zo geven in 1907. De wet werd echter niet aangenomen. Naast haar activiteiten als voorvechtster voor vrouwenrechten en schrijfster was ze in 1908 ook de eerste Miss Carnival (een voorloper van Miss Philippines). Jaren later was Villanueva-Kalaw de drijvende kracht van de vrouwenbeweging die ervoor zorgden dat er 1937 de wet voor vrouwenstemrecht wel werd aangenomen.
Pura Villanueva-Kalaw overleed in 1954 op 67-jarige leeftijd aan de gevolgen van een hartaanval. Ze was van 1910 tot zijn dood getrouwd met Teodoro Kalaw. Samen kregen ze vier kinderen: senator Maria Kalaw-Katigbak, zakenman Teodoro Kalaw jr., kunstenares Purita Kalaw-Ledesma en zangeres Evelina Kalaw-Pines.